# 终身教授
學術終身職位（美國英語：Academic tenure）是指一種教師在高等教育機構內的就業狀態。當教授獲得終身教職時，只有在正當理由或極端情況下（例如專案終止或嚴重的財務限制等）才能被解僱。
獲得終身教職被認為是一項巨大的榮譽；許多學者舉辦「終身教職派對」來慶祝此類成就。儘管它是教授可藉多年努力獲得的特權，但有研究表明，許多高等教育機構並沒有以終身教職來獎勵學術勞動。
決定誰獲得終身教職是一個複雜的過程，涉及大量專業數據和許多利害關係人。儘管大多數大學都意識到終身教職對於吸引頂尖研究人才的重要性，但追蹤、審查和授予終身教職存在後勤和組織方面的複雜性。

## 與學術自由的關係
在1940年，美國大學教授協會（英語：American Association of University Professors）與美國高等院校協會（英語：Association of American Colleges）聯合發表聲明，宣稱終身教職制的目的在於確保教學和研究以及校外活動的自由，還有足夠程度的經濟保障，以使教職對足以勝任者有吸引力。 因此，終身教職被廣泛認為是捍衛學術自由最堅固的措施；這是因為只有「充分理由」才能終止的連續任用，本質上是正當程序和無罪推定的保證。 該聲明將終身教職定義為同時適用於「教師和研究人員」。
各機構對於「充分理由」的定義各自不同，但美國大學教授協會和美國高等院校協會發起的一個委員會在1973年建議，解僱的理由僅限於「在教學或研究方面表現出不稱職或不誠實、嚴重且明顯的怠忽職守，或嚴重損害個人履行其機構職責的個人行為」等。同時，考慮被廣泛接受的學術自由原則，被視為不可接受的解僱理由包括：不服從命令、政治傾向、損害機構聲譽、負面績效評估的事實等。
雖然許多機構優先考慮研究作為授予終身教職的標準，但其目的是確保學術自由和所有專業職責的安全。